# 彭湃烈士在沪革命活动地点

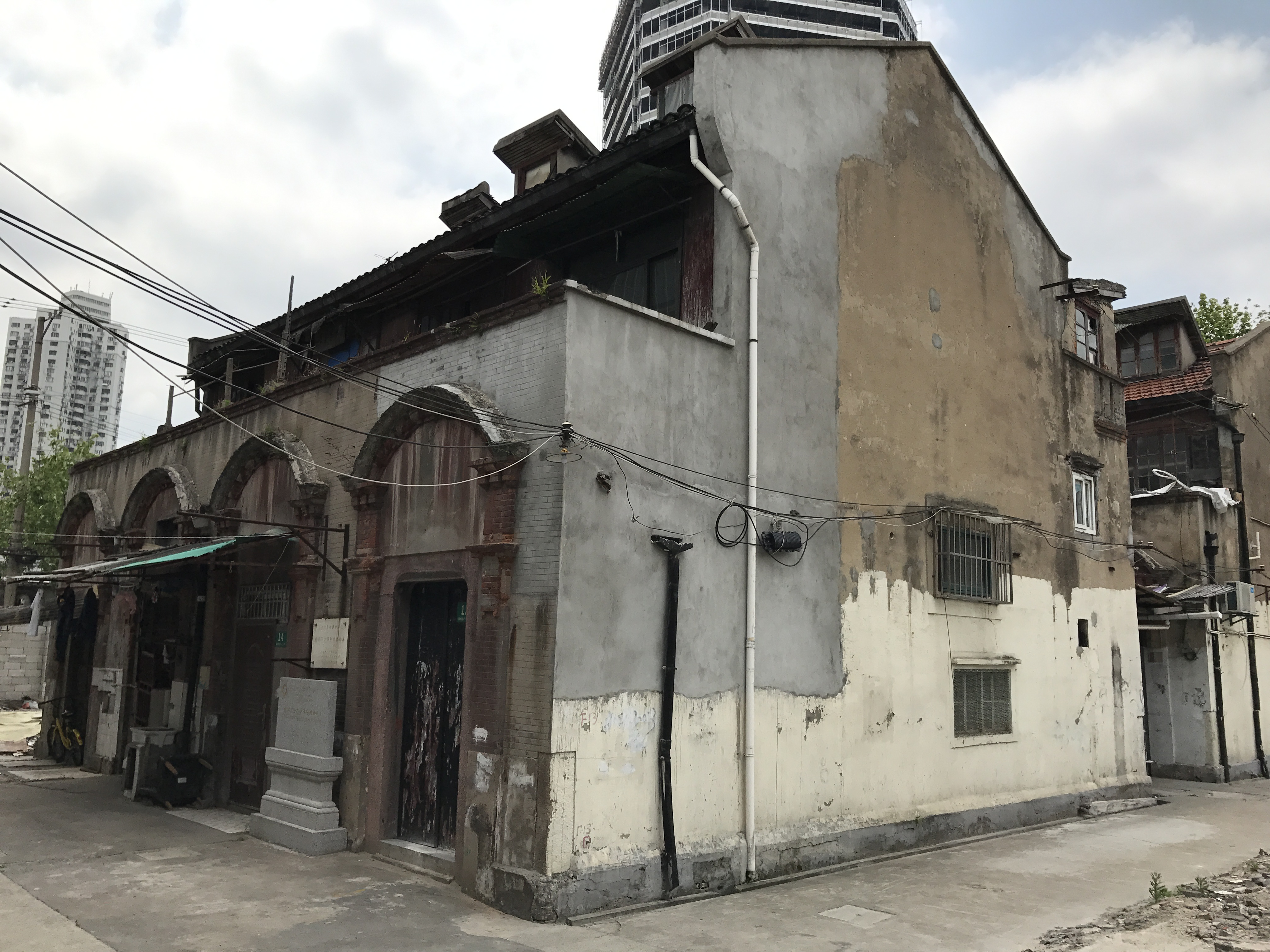

彭湃烈士在沪革命活动地点是中国上海市的一处遗址纪念地，位于静安区石门二路街道新闸路613弄12号。新闸路613弄原名经远里，位于上海公共租界西区，是建于1917年的二层石库门旧式里弄住宅，共有37幢。1929年，中共江苏省委军委租用12号的二楼作为会议地点，安排秘书白鑫夫妇在此居住。8月24日，正在此开会的省委军委书记彭湃等人被租界巡捕逮捕，6天后在龙华警备司令部内被杀。
1962年和1977年，彭湃烈士在沪革命活动地点列为第一批上海市文物保护单位。 	